# 乌兰陶伊日木
乌兰陶伊日木(又称乌兰推饶木，清朝时称阿鲁音金义达木湖)是位于中国内蒙古自治区锡林郭勒盟苏尼特右旗赛汉乌力吉苏木北部的一个湖泊。其位置约为东经113°38′,北纬43°0′。湖面海拔977.5米，面积约4.75平方公里，是咸水湖。乌兰陶伊日木来自蒙古语，是红色的低洼湖的意思。